# James Gibson
| Odkryte planetoidy: 27 | Odkryte planetoidy: 27 |
| ---------------------- | ---------------------- |
| (1837) Osita           | 16 sierpnia 1971       |
| (1919) Clemence        | 16 września 1971       |
| (1920) Sarmiento       | 11 listopada 1971      |
| (1943) Anteros         | 13 marca 1973          |
| (2035) Stearns         | 21 września 1973       |
| (2309) Mr. Spock       | 16 sierpnia 1971       |
| (3090) Tjossem         | 4 stycznia 1982        |
| (3711) Ellensburg      | 31 sierpnia 1983       |
| (3833) Calingasta      | 27 września 1971       |
| (4858) Vorobjov        | 23 października 1985   |
| (5362) Johnyoung       | 2 lutego 1978          |
| (7460) Julienicoles    | 9 maja 1984            |
| (8334) 1984 CF         | 10 lutego 1984         |
| (11437) Cardalda       | 16 września 1971       |
| (12662) 1978 CK        | 2 lutego 1978          |
| (27700) 1982 SW3       | 28 września 1982       |
| (27701) 1983 QR        | 30 sierpnia 1983       |
| (37557) 1984 JR        | 9 maja 1984            |
| (43756) 1984 CE        | 10 lutego 1984         |
| (52262) 1983 QV        | 30 sierpnia 1983       |
| (79115) 1984 JK        | 9 maja 1984            |
| (85151) 1983 QT        | 30 sierpnia 1983       |
| (100000) Astronautica  | 28 września 1982       |
| (100002) 1983 QC1      | 30 sierpnia 1983       |
| (120451) 1983 QU       | 30 sierpnia 1983       |
| (178288) 1983 QF1      | 30 sierpnia 1983       |
| (455145) 1983 QB1      | 30 sierpnia 1983       |
| 1.                     |                        |

James Benjamin Gibson (ur. 1928) – astronom amerykański.
W latach 1971–1985 odkrył 27 planetoid, z czego 23 samodzielnie, a 4 wspólnie z Carlosem Cesco. Odkrył także kometę nieokresową C/1973 W1 (Gibson) (oznaczenia tymczasowe 1973o, 1973 IX). Obserwacje prowadził w obserwatoriach w Kalifornii i Argentynie.
Planetoida (2742) Gibson została nazwana jego nazwiskiem.